# Завидовичі (громада)
Завидовичі (хорв. Općina Zavidovići, босн. Opština Zavidovići, серб. Општина Завидовићи) — громада у Боснії і Герцеговині, розташована в Зеніцько-Добойському кантоні Федерації Боснії і Герцеговини. Адміністративним центром є місто Завидовичі.
| Боснія і Герцеговина | Це незавершена стаття з географії Боснії і Герцеговини. Ви можете допомогти проєкту, виправивши або дописавши її. |